# 12 de febrero
El 12 de febrero es el 43.ᵉʳ (cuadragésimo tercer) día del año en el calendario gregoriano. Quedan 322 días para finalizar el año y 323 en los años bisiestos.

## Acontecimientos
- 881: en Roma, el papa Juan VIII corona a Carlos III el Gordo como rey de Italia.
- 1096: en Roma, el papa Urbano II confirma la fundación de la abadía de La Roë bajo el mando de Roberto de Arbrissel como comunidad de canónigos regulares.
- 1404: en el Heiligen-Geist Hospital de la ciudad de Viena (Austria), el profesor italiano Galeazzo di Santa Sofía realiza la primera autopsia post mortem con fines didácticos y demostrativos.
- 1429: cerca de la aldea de Rouvray (120 km al suroeste de París) las fuerzas inglesas bajo las órdenes de sir John Fastolf defienden un convoy de suministros que transportaba raciones para el ejército que asedia Orleans (Francia) para atacar a Carlos I de Borbón y John Stewart de Darnley en la Batalla de los Arenques.
- 1502: en Castilla, Isabel la Católica publica una pragmática que ordena la conversión o expulsión de todos los moriscos (musulmanes) del Reino nazarí de Granada antes de abril de 1502.
- 1502: desde Lisboa (Portugal), Vasco da Gama zarpa con 15 barcos y 800 hombres en su segundo viaje a la India.
- 1554: en Londres, lady Jane Grey es decapitada por alta traición después de haber reclamado el trono de Inglaterra durante 9 días en julio de 1553.
- 1541: en Chile, Pedro de Valdivia funda Santiago de la Nueva Extremadura (hoy Santiago de Chile, capital del país).
- 1542: en el noreste de América del Sur, la expedición naval de cincuenta hombres al mando de Francisco de Orellana descubre el río Amazonas.
- 1554: tras un año de estar encarcelada, Juana I de Inglaterra es decapitada por traición.
- 1567: en Chile, el capitán Martín Ruiz de Gamboa funda la villa de Castro.
- 1577: Juan de Austria firma con los sublevados de los Países Bajos el Edicto perpetuo, por el que acuerda retirar los tercios españoles.
- 1593: en la fortaleza de Haengju (18 km río abajo de Seúl, en el reino de Joseon) ―en el marco de invasiones japonesas de Corea (1592-1598)―, aproximadamente 3000 coreanos defensores de la dinastía Joseon (encabezados por el general Gwon Yul) repelen con éxito a más de 30 000 soldados invasores japoneses en el sitio de Haengju.
- 1689: en Londres, el Parlamento británico declara que la huida a Francia de Jaime II (el último rey católico de Inglaterra) el 23 de diciembre del año anterior (1688) constituye una abdicación.
- 1700: en Europa comienza la Gran Guerra del Norte.
- 1719: en los Países Bajos se funda la Onderlinge, la compañía de seguros más duradera de la historia.
- 1733: en el actual Estados Unidos, el británico James Oglethorpe se establece en Savannah y funda la colonia de Georgia (Día de Georgia), la decimotercera colonia de las Trece Colonias.
- 1771: en Suecia, Gustavo III se convierte en monarca.
- 1814: en Venezuela se libra la batalla de La Victoria, por la independencia del país, en la que los generales patriotas José Félix Ribas y Vicente Campo Elías junto con tropas formadas por seminaristas y estudiantes de la Universidad de Caracas, derrotan a las tropas realistas comandadas por José Tomás Boves y su segundo al mando, Francisco Tomás Morales.
- 1817: en la actual aldea de Los Andes (Chile), el patriótico ejército de los Andes (argentino y chileno) al mando del general argentino José de San Martín y tras cruzar la cordillera de los Andes vence a los españoles en la batalla de Chacabuco, fundamental en la independencia de Chile.
- 1818 (fecha del primer aniversario de la batalla de Chacabuco): cerca de Concepción (Chile), Bernardo O’Higgins celebra la ceremonia oficial de proclamación y jura de la independencia de Chile.
- 1825: en el Teatro del Conservatorio di San Sebastiano de la ciudad de Nápoles, Vincenzo Bellini estrena su ópera Adelson e Salvini.
- 1825: en el estado de Georgia (Estados Unidos), la tribu indígena norteamericana creek cede su última porción de tierras al gobierno blanco de los Estados Unidos y se marcha hacia el este.
- 1825: Los Creek ceden las últimas tierras que les quedan en Georgia al mediante el Tratado de Indian Springs y migran al oeste.
- 1826: en el reino de España, el barrio de Pinoso obtiene la cédula de villazgo, independizándose de la ciudad de Monóvar (provincia de Alicante).
- 1832: Ecuador se anexiona las islas Galápagos.
- 1853: en el sur de Chile, Vicente Pérez Rosales funda la aldea de Puerto Montt. Es nombrada en honor del presidente Manuel Montt.
- 1855: en los Estados Unidos se funda la Universidad Estatal de Míchigan.
- 1868: en Madrid (España), un enviado del papa Pío IX entrega a la reina Isabel II de España la «Rosa de Oro».
- 1870: en Utah (Estados Unidos) las mujeres obtienen la igualdad del voto.
- 1879: en Nueva York se inaugura el Madison Square Garden, la primera pista de patinaje artificial del mundo.
- 1879: en la guerra salitrera (o guerra del Pacífico), Chile arrebata a Bolivia la franja marítima de Atacama.
- 1889: en el Teatro Nacional de Praga (Chequia) se estrena Jakobín, de Antonín Dvořák.
- 1891: en Bogotá (Colombia) reabre el periódico El Espectador, luego de haber sido suspendido en 1888.
- 1894: en el Café Términus de París, el anarquista Émile Henry hace estallar una bomba, matando a una persona e hiriendo a veinte.
- 1899: España vende a Alemania los archipiélagos de las islas Carolinas, las islas Marianas y las islas Palaos.
- 1905: el Zemstvo (asamblea de la nobleza rusa) pide al zar permanecer en el poder y participar en las reformas.
- 1907: en la Cámara de los Comunes de la ciudad de Londres (Reino Unido), el primer ministro Henry Campbell-Bannermann, pide una mayor autonomía para Irlanda.
- 1908: comienza la carrera de automóviles alrededor del mundo, de Nueva York a París.
- 1909: en los Estados Unidos se funda la Asociación Nacional para el Avance de las Personas de Color (NAACP).
- 1909: en la entrada del puerto de Wellington (Nueva Zelanda) se hunde y explota el transbordador interinsular SS Penguin. Se considera el peor desastre marítimo del siglo XX.
- 1912: en Pekín (China) abdica el emperador Xuantong (de la dinastía Qing), último emperador de China.
- 1912: la República de China adopta el calendario gregoriano.
- 1914: en Washington D. C. se coloca la primera piedra del Monumento a Lincoln.
- 1919: en Guliaipole (Ucrania), 148 km al oeste de la ciudad de Donetsk, la revolución majnovista (movimiento revolucionario de carácter anarcocomunista y guerrillero, nacido durante la guerra civil rusa entre 1918 y 1921) celebra el Segundo Congreso Regional de Campesinos, Obreros e Insurgentes.
- 1921: en Georgia, los bolcheviques lanzan una revuelta como preludio a la invasión del Ejército Rojo a ese país.
- 1921: se aprueba el pacto de unión entre Guatemala, Honduras y El Salvador, que establece una sola soberanía y representación. Adoptaron el nombre de Provincias Unidas de Centroamérica.
- 1924: Calvin Coolidge se convierte en el primer presidente de los Estados Unidos que realiza un discurso en directo por la radio.
- 1931: en Roma, el papa Pío XI inaugura la Radio Vaticano.
- 1931: en Nueva York, se estrena Drácula. Dos días después se estrena en el resto de Estados Unidos.
- 1934: en Austria se desarrolla la Guerra Civil Austríaca hasta el 16 de febrero.
- 1934: en España se inauguran las Juntas de Ofensiva Nacional-Sindicalista y deciden fusionarse a la Falange Española.
- 1935: frente a la costa de California, el USS Macon, uno de los dos dirigibles más grandes llenos de helio jamás creados, cae en el océano Pacífico y se hunde.
- 1941: el Gobierno del Perú ―en el marco de la Segunda Guerra Mundial (1939-1945)― declara la guerra contra las Potencias del Eje (Alemania, Italia y Japón).
- 1941: en la ciudad italiana de Bordighera, durante la Segunda Guerra Mundial, el dictador español Francisco Franco se entrevista con el dictador italiano Benito Mussolini.
- 1942: en Sevilla (España) el dictador Francisco Franco se entrevista con el dictador portugués Oliveira Salazar.
- 1944: en la ciudad de Pereira (Colombia), después de la unión de los clubes de fútbol Vidriocol y Deportivo Otún, nace el equipo Deportivo Pereira.
- 1945: en Estados Unidos, un devastador tornado en los estados de Misisipi y Alabama mata a 45 personas y hiere a otras 427.
- 1946: al noroeste de Irlanda ―en el marco de la Segunda Guerra Mundial (1939-1945)―, finaliza la Operación Deadlight tras hundir 121 de los 154 submarinos capturados de la Kriegsmarine (‘marina de guerra’) capturados por aliados.
- 1946: en el estado de Carolina del Sur (Estados Unidos), Isaac Woodard (veterano afroestadounidense del Ejército) es gravemente golpeado por un policía blanco hasta el punto de que perderá la visión de ambos ojos. El incidente posterior galvaniza el movimiento por los derechos civiles (que finalizará exitosamente recién en 1967) y inspira parcialmente la película Touch of Evil (‘un toque de maldad’), de Orson Welles.
- 1947: en Sikhote-Alin, una región montañosa y deshabitada de la península de Kamchatka (Unión Soviética) el meteorito de hierro más grande observado hasta ese momento crea un cráter de impacto.
- 1947: en París (Francia), Christian Dior presenta un new look, que ayuda a que París recupere su posición como capital del mundo de la moda.
- 1949: en Ecuador, mientras se realizaba una transmisión de la novela de ciencia ficción La guerra de los mundos (radio), en la emisora Radio Quito, los oyentes pensaron que se trataba de una cobertura real de noticias. Al enterarse de la farsa, incendiaron el edificio donde, además de la radio, también funcionaba el diario El Comercio, matando a cinco periodistas.
- 1951: en Teherán (Persia) Reza Pahlevi, sah de Persia, se casa con la princesa de origen alemán Soraya Esfandiary.
- 1952: en el Reino Unido, Isabel II es proclamada reina.
- 1961: la Unión Soviética lanza la sonda Venera 1 dirigida a sobrevolar el planeta Venus.
- 1961: en Argentina se realizan elecciones legislativas (con el peronismo proscripto como lo venía siendo desde la revolución de 1955). El socialista Alfredo Palacios es electo senador nacional por la Capital Federal.
- 1962: en el desierto del Sahara, soldados franceses encuentran momificado al aviador británico Bill Lancaster, que el 11 de abril de 1933 había despegado desde Inglaterra hacia el Cabo de Buena Esperanza (extremo sur de África), en un intento por batir el récord de velocidad, pero nunca había llegado a destino.
- 1963: El vuelo 705 de Northwest Orient Airlines se estrella en los Everglades poco después de despegar del Aeropuerto Internacional de Miami, matando a las 45 personas que iban a bordo.
- 1963: en San Luis (Misuri) comienza la construcción del emblemático Gateway Arch.
- 1966: en Karachi (Pakistán), Mujibur Rahman anuncia los famosos Seis puntos como manifiesto de la Liga Awami que será la base de la formación de Bangladés.
- 1966: en la ciudad estadounidense de Southfield (Míchigan), el rabino Morris Adler es asesinado a tiros por un feligrés descontento en la congregación Shaarey Zedek.
- 1965: el activista afroestadounidense Malcolm X visita la ciudad de Smethwick, cerca de Birmingham (Reino Unido), tras las elecciones generales de 1964, con tintes racistas.
- 1968: en la provincia de Quảng Nam (Vietnam del Sur) ―en el marco de la guerra de Vietnam (1955-1975)― los soldados de la 2.ª Brigada de Infantería de Marina de la República de Corea del Sur (proestadounidenses) masacran a unos 80 hombres, mujeres y niños vietnamitas desarmados en las aldeas de Phong Nhị y Phong Nhất.
- 1973: en el marco de la guerra de Vietnam (1955-1975), el Viet Cong libera a los primeros prisioneros estadounidenses.
- 1973: en Montevideo (Uruguay), el tirano Juan María Bordaberry cede ante las presiones de los militares y cesa al Gobierno. Se crea un Consejo de Seguridad Nacional que garantiza el control militar del país.
- 1974: Aleksandr Solzhenitsyn, ganador del Premio Nobel de Literatura en 1970, es exiliado de la Unión Soviética.
- 1974: en España, Carlos Arias Navarro (presidente del Gobierno) dirige un discurso programático a las Cortes, considerado aperturista; dio lugar al llamado "espíritu del 12 de febrero".
- 1980: el Comité Olímpico Internacional rechaza el boicot estadounidense contra los Juegos Olímpicos de Moscú y su cambio de sede promovido por Estados Unidos.
- 1983: en Lajore (Pakistán), cien mujeres protestan contra la Ley de Evidencias propuesta por el dictador militar Zia-ul-Haq. Las mujeres fueron atacadas con gases lacrimógenos, cargadas con porras y encerradas en prisión. Finalmente las mujeres lograron hacer que se derogara la ley.
- 1988: en aguas territoriales ucranianas, la fragata soviética Bezzavetnyy embiste intencionalmente al crucero estadounidense USS Yorktown (CG-48) con misiles, que reclamaba un «paso inocente» sin haber solicitado permiso para ingresar en Ucrania.
- 1989: en Filadelfia (Estados Unidos), Barbara Clementine Harris, sacerdotisa afroestadounidense de la Iglesia Episcopaliana desde 1980, es proclamada la primera mujer obispa de la historia.
- 1992: en Mongolia entra en vigor la actual Constitución.
- 1993: en Reino Unido, dos niños de 10 años de edad, llamados John Venables y Robert Thompson, secuestran y asesinan a James Patrick Bulger, un niño de 2 años de edad, dejándolo en las vías del tren, tras golpearlo y torturarlo.
- 1993: se llega a un acuerdo entre el Gobierno sudafricano y el Congreso Nacional Africano (CNA) para formar un gobierno interino de unidad nacional tras las elecciones, lo que ayudará a suavizar la transición del apartheid (racismo) a la democracia.
- 1994: en Oslo (Noruega), cuatro ladrones irrumpen en la Galería Nacional de Noruega y roban el icónico cuadro El grito, de Edvard Munch.
- 1997: Japón lanza su observatorio espacial radioastronómico japonés Haruka.
- 1997: Hwang Jang-yop, secretario de Partido de los Trabajadores de Corea y arquitecto de la doctrina Juche en Corea del Norte, pide asilo en la embajada de Corea del Sur en Pekín.
- 1999: en los Estados Unidos, en el marco del caso Lewinsky, el Senado absuelve a Bill Clinton de las acusaciones de perjurio y obstrucción a la justicia.
- 2001: el satélite NEAR Shoemaker aterriza en la región de la «silla de montar» del asteroide (433 Eros). Se convierte en la primera nave espacial en aterrizar en un asteroide.[1]
- 2002: en la Organización de las Naciones Unidas (Nueva York) se celebra el Día Mundial contra el Uso de Niños Soldados. Este día entra en vigor el Protocolo Facultativo a la Convención sobre los Derechos del Niño, impulsado por Organización de las Naciones Unidas, que elevaba la edad mínima de reclutamiento y participación en hostilidades de 15 a 18 años.
- 2002: en el Tribunal de La Haya comienza el juicio por crímenes de guerra a Slobodan Milošević (expresidente de República Federal de Yugoslavia). El presidente morirá cuatro años después, antes de que concluya el juicio.
- 2002: en las montañas de las afueras de Jorramabad (Irán) se estrella un avión Tupolev Tu-154 de la compañía Iran Air, mientras descendía para aterrizar en el aeropuerto de Jorramabad, matando a 119 personas.
- 2004: la empresa juguetera Mattel anuncia el divorcio entre la muñeca Barbie y su esposo Ken, después de cuarenta y tres años de relaciones.
- 2004: la ciudad de San Francisco (California) concede el derecho a las parejas del mismo género a casarse legalmente.
- 2004: a orillas del río Biobío son encontrados los restos mortales del joven estudiante chileno Jorge Matute Johns, desaparecido tras un confuso incidente ocurrido en una discoteca de Talcahuano el 20 de noviembre de 1999.
- 2005: en la ciudad de Caracas (Venezuela), el nadador venezolano Rafael Vidal, medallista de bronce en los Juegos Olímpicos de Los Ángeles 1984, muere al ser impactado su vehículo.
- 2005: en Madrid (España) se incendia la Torre Windsor.
- 2007: en la plaza Trolley Square de la ciudad de Salt Lake City (Estados Unidos), un asesino abre el fuego desde un muro, matando a 5 personas.
- 2008: Bolivia se declara en estado de emergencia tras casi 4 meses de embate del fenómeno La Niña, que ha provocado inundaciones en todo el territorio.
- 2008: en Damasco (Siria), la explosión de una bomba mata a Imad Mugniyeh, destacado miembro de Hizbolá y responsable de la muerte de decenas de personas.
- 2009: en Clarence Center, un suburbio de la ciudad de Búfalo (en el estado de Nueva York), el vuelo 3407 de Continental Airlines, mientras se aproxima al Aeropuerto Internacional Búfalo-Niágara, se estrella contra una casa. Mueren 50 personas: todos los que estaban a bordo y una persona en tierra.
- 2012: en Venezuela se llevan a cabo las primarias de la Mesa de la Unidad Democrática (MUD).
- 2014: en Venezuela, en el marco del bicentenario del Día de la Juventud, se llevan a cabo protestas estudiantiles.
- 2016: en La Habana (Cuba) se reúnen Cirilo I (patriarca de Moscú) y Francisco (papa católico). Firman una declaración conjunta.
- 2016: inicia el viaje apostólico del papa Francisco a México.
- 2017: la banda Megadeth gana el Grammy en la categoría de mejor interpretación de metal, por la canción «Dystopia».
- 2019: el país conocido como República de Macedonia cambia su nombre a República de Macedonia del Norte de acuerdo con el acuerdo de Prespa, solucionando así una disputa de larga data con Grecia por el nombre.
- 2019: en el Tribunal Supremo de España comienza el juicio a los líderes del proceso independentista catalán.[2]

## Nacimientos
- 1074: Conrado de Lorena, rey italiano (f. 1101).
- 1218: Kujō Yoritsune, shogun japonés (f. 1256).
- 1567: Thomas Campion, poeta y compositor inglés (f. 1620).
- 1637: Jan Swammerdam, anatomista y zoólogo neerlandés (f. 1680).
- 1663: Thomas Newcomen, herrero e inventor inglés (f. 1729).
- 1665: Rudolf Jakob Camerarius, botánico y médico alemán (f. 1721).
- 1685: George Hadley, abogado y meteorólogo inglés (f. 1768).
- 1706: Johann Joseph Christian, escultor alemán (f. 1777).
- 1728: Étienne-Louis Boullée, arquitecto francés (f. 1799).
- 1746: Tadeusz Kościuszko, general polaco (f. 1817).
- 1768: Francisco I, emperador austriaco (f. 1835).
- 1775: Louisa Adams, mujer estadounidense, esposa del presidente John Quincy Adams (f. 1852).
- 1777: Friedrich de la Motte Fouqué, escritor alemán (f. 1843).
- 1785: Pierre Louis Dulong, químico francés (f. 1838).
- 1788: Carl Reichenbach, químico alemán (f. 1869).
- 1794: Alexander Petrov, ajedrecista ruso (f. 1867).
- 1794: Valentín Canalizo, militar y político mexicano (f. 1850).
- 1804: Heinrich Lenz, físico alemán (f. 1865).
- 1809: Charles Darwin, naturalista y filósofo británico (f. 1882).
- 1809: Abraham Lincoln, 16.º presidente estadounidense (f. 1865).
- 1813: James Dwight Dana, geólogo estadounidense  (f. 1895).
- 1828: George Meredith, escritor británico (f. 1909).
- 1830: Pedro León Gallo Goyenechea, político chileno (f. 1877).
- 1830: Stephen Wilcox, inventor estadounidense (f. 1893).
- 1837: Emilia Calé, escritora española (f. 1908).
- 1837: Thomas Moran, pintor estadounidense (f. 1926).
- 1851: Francisca Saperas, anarcosindicalista española (f. 1933).
- 1854: Bernardo Soto Alfaro, 14.º presidente costarricense (f. 1931).
- 1857: Eugène Atget, fotógrafo francés (f. 1927).
- 1860: Telesforo Aranzadi, científico español (f. 1945).
- 1861: Lou Andreas-Salomé, escritora rusa (f. 1937).
- 1869: Franz Stassen, pìntor alemán (f. 1949).
- 1876: Thubten Gyatso, 13.º dalái lama (f. 1933).
- 1877: Louis Renault, industrial francés (f. 1944).
- 1881: Anna Pávlova, bailarina rusa (f. 1931).
- 1884: Max Beckmann, pintor alemán (f. 1950).
- 1884: Johan Laidoner, general estonio (f. 1953).
- 1885: Julius Streicher, líder y editor nazi (f. 1946).
- 1887: Edelmiro Julián Farrell, militar argentino (f. 1980).
- 1888: Ángel María de Rosa, escultor argentino (f. 1970).

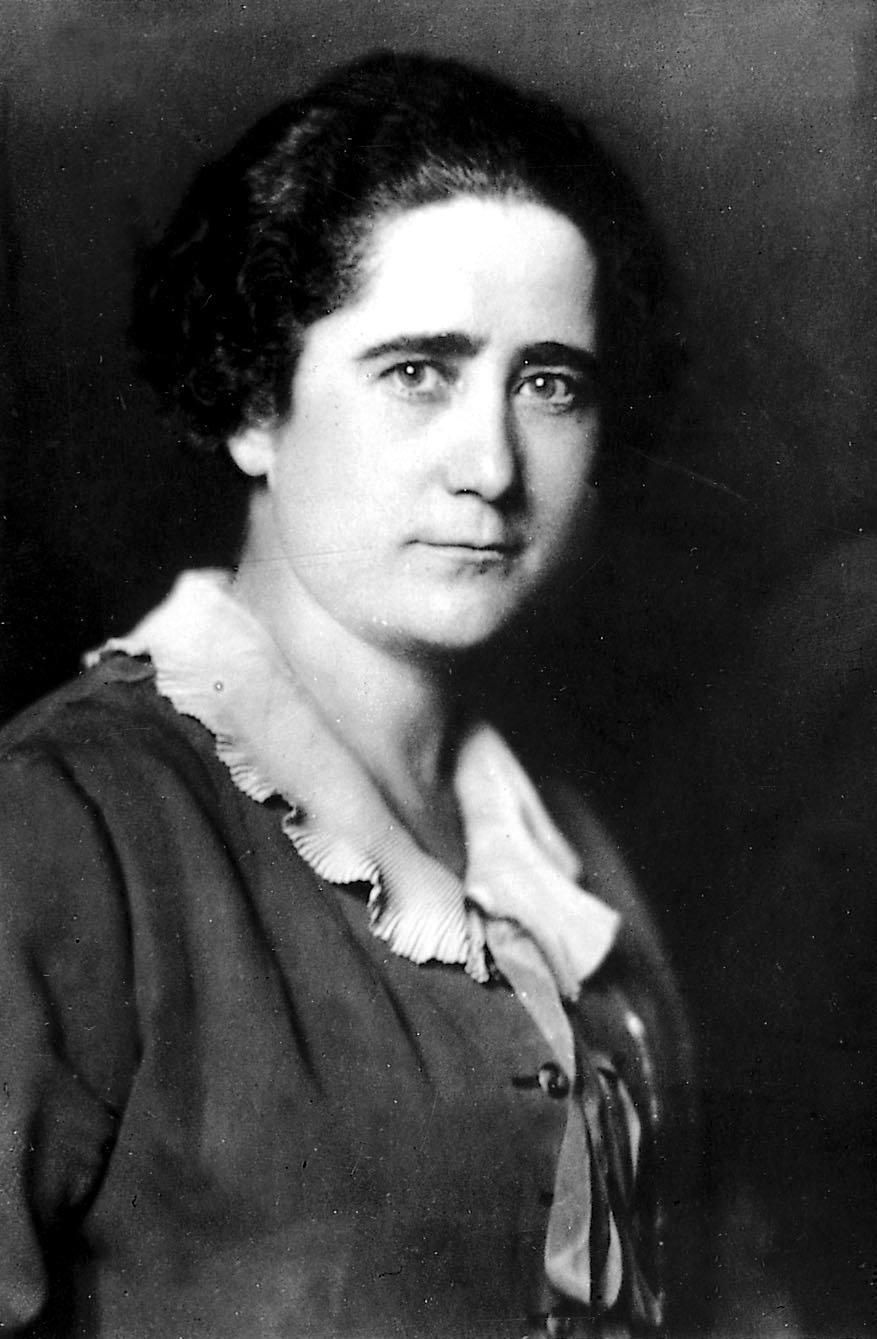
Clara Campoamor.

- 1888: Clara Campoamor, política republicana española, defensora del voto de la mujer (f. 1972).
- 1890: Eulalia Guzmán Barrón, profesora y arqueóloga mexicana (f. 1985).
- 1893: Omar Bradley, militar estadounidense (f. 1981).
- 1898: Wallace Ford, actor británico (f. 1966).
- 1900: Vasili Chuikov, militar soviético, héroe de la defensa de Stalingrado (f. 1982).
- 1903: Jorge Basadre, historiador peruano (f. 1980).
- 1905: Federica Montseny, anarquista española (f. 1994).
- 1907: Hernán Benítez, sacerdote católico argentino, asesor de Evita Perón (f. 1996).
- 1907: Joselito Rodríguez, actor y cineasta mexicano (f. 1985).
- 1907: José Borobio Ojeda, arquitecto español (f. 1984).
- 1908: Jacques Herbrand, matemático francés (f. 1931).
- 1909: Bernabé Ferreyra, futbolista argentino (f. 1972).
- 1909: Sigmund Rascher, médico alemán de las SS nazis (f. 1945).
- 1910: Enrique Anderson Imbert, escritor, ensayista y crítico literario argentino (f. 2000).
- 1911: Antonio Guzmán, presidente dominicano (f. 1982).
- 1912: Luis Merino Reyes, escritor chileno (f. 2011).
- 1912: Pepe Guízar, compositor mexicano (f. 1980).
- 1913: Nicolás Cabrera, científico español (f. 1989).
- 1913: Nicolau Casaus, vicepresidente del FC Barcelona entre 1978 y 2003 (f. 2007).
- 1913: José Mallorquí, escritor español (f. 1972).
- 1914: Tex Beneke, músico estadounidense (f. 2000).
- 1915: Lorne Greene, actor canadiense (f. 1987).
- 1915: Evaristo Acevedo, escritor y humorista español (f. 1997).
- 1916: Eduardo Figueroa Geisse, economista y político chileno (f. 2000).
- 1918: Julian Schwinger, físico estadounidense, premio nobel de física en 1965 (f. 1994).
- 1919: Chola Luna, cantante argentina de tango (f. 2015).
- 1919: Forrest Tucker, actor estadounidense (f. 1986).
- 1920: Alfonso Armada, exmilitar español (f. 2013).
- 1923: Franco Zeffirelli, cineasta italiano (f. 2019).
- 1924: Jorge Gaitán Durán, poeta colombiano (f. 1962).
- 1928: Chucho Salinas, actor y cómico mexicano (f. 2001).
- 1929: Gonzalo Figueroa Yáñez, abogado y académico chileno (f. 2011).
- 1929: Dino Ramos, compositor, autor y animador de televisión argentino (f. 1984).
- 1932: Julian Lincoln Simon, economista estadounidense (f. 1998).
- 1932: Juan María Bandrés Molet, abogado y político español (f. 2011).
- 1933: Costa-Gavras, cineasta francés de origen griego.
- 1934: Annette Crosbie, actriz escocesa.
- 1934: Caroline Worsley, aristócrata escocesa.
- 1934: Bill Russell, baloncestista estadounidense (f. 2022).
- 1936: Joe Don Baker, actor estadounidense.
- 1937: Charles Dumas, atleta estadounidense (f. 2004).
- 1938: Judy Blume, escritor estadounidense.
- 1938: Pilar Pellicer: actriz mexicana (f. 2020).
- 1939: Frank Ramírez, fue un director y actor de cine y televisión colombiano. (f. 2015).
- 1939: Ray Manzarek, tecladista estadounidense, de la banda The Doors (f. 2013).
- 1940: Richard Lynch, actor estadounidense (f. 2012).
- 1940: Robert Saladrigas, escritor español.
- 1940: Gilda Cruz-Romo, soprano mexicana.
- 1941: Ron Lyle, boxeador estadounidense (f. 2011).
- 1942: Ehud Barak, primer ministro israelí.
- 1942: Paula Gales, cantante de tangos argentina.
- 1942: Mario Socolinsky, médico y presentador de televisión argentino (f. 2007).
- 1945: Maud Adams, actriz sueca.
- 1945: David Friedman, economista estadounidense.
- 1946: Cliff DeYoung, actor y músico estadounidense.
- 1946: Jean Eyeghe Ndong, primer ministro gabonés.
- 1947: Miguel Delibes de Castro, biólogo español.
- 1947: Jarnail Singh Bhindranwale, líder religioso indio (f. 1984).
- 1948: Raymond Kurzweil, inventor y escritor estadounidense.
- 1948: Alfonso Ussía, escritor español.
- 1949: Enzo Hernández, beisbolista venezolano (f. 2013).
- 1949: Joaquín Sabina, cantautor español.
- 1950: Steve Hackett, guitarrista británico, de la banda Genesis.
- 1950: Michael Ironside, actor canadiense.
- 1952: Michael McDonald, cantante estadounidense, de la banda The Doobie Brothers.
- 1952: Simon MacCorkindale, actor británico (f. 2010).
- 1953: Marcelo Alfaro, actor argentino (f. 2012).
- 1953: Joanna Kerns, actriz estadounidense.
- 1954: Phil Zimmermann, inventor estadounidense, creador de PGP.
- 1955: Arsenio Hall, presentador de televisión estadounidense.
- 1958: Javier Gurruchaga, cantante español.
- 1959: Larry Nance, baloncestista estadounidense.
- 1961: David Graeber, antropólogo anarquista estadounidense (f. 2020).
- 1961: Ángeles Álvarez, política española.
- 1962: Alberto Plaza, cantautor y compositor chileno.
- 1963: Carlos Rosales Mendoza, narcotraficante mexicano (f. 2015).
- 1966: Francisco Javier García Gaztelu, terrorista español.
- 1967: Alberto Otárola, político peruano.
- 1968: Josh Brolin, actor estadounidense.
- 1968: Christopher McCandless, viajero estadounidense (f. 1992).
- 1969: Darren Aronofsky, cineasta estadounidense.
- 1969: Carlos Cerutti, baloncestista argentino (f. 1990).
- 1969: Meja, cantautora sueca.
- 1969: Hong Myung-bo, futbolista surcoreano.
- 1969: Byron Stroud, bajista estadounidense, de la banda Fear Factory.
- 1970: Adrián Yospe, actor argentino (f. 2011).

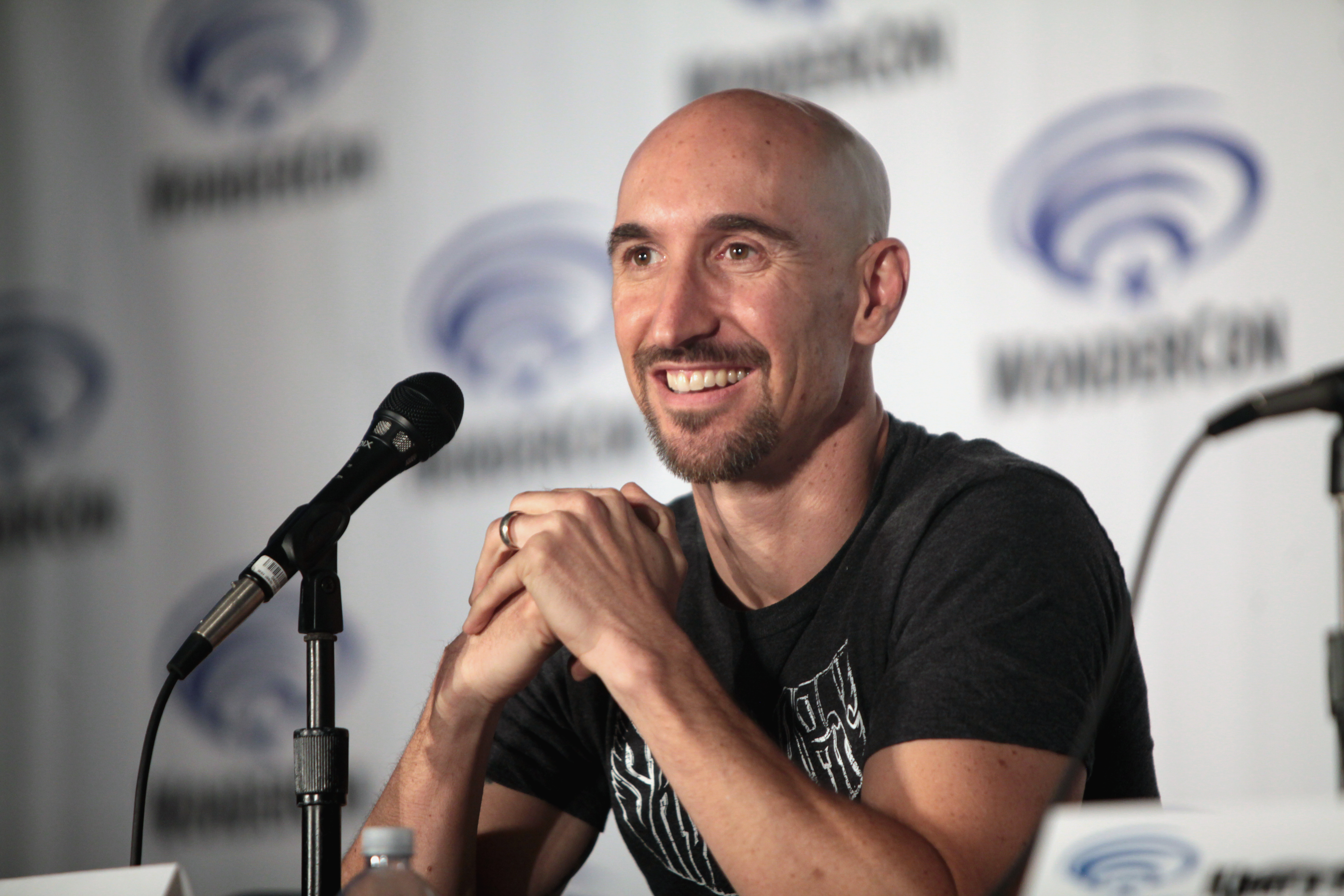
Scott Menville

- 1971: Scott Menville, actor estadounidense.
- 1973: Víctor Montero, actor chileno.
- 1973: Tara Strong, actriz estadounidense
- 1973: Saulos Chilima, político malauí, vicepresidente de Malaui entre 2014-2019 y 2020-2024 (f. 2024).
- 1974: Toranosuke Takagi, piloto japonés de Fórmula 1.
- 1974: Fonzworth Bentley, artista japonés de hip-hop.
- 1975: Scot Pollard, baloncestista estadounidense.
- 1975: Shahzada Dawood, empresario y filántropo británico (f. 2023).
- 1977: Jimmy Conrad, futbolista estadounidense.
- 1977: Kimiko Saitō, seiyū japonesa.
- 1979: Jesse Spencer, actor australiano.
- 1979: Sergio Matabuena, futbolista español.
- 1979: Gerard Amoukou Gnanhouan, futbolista marfileño.
- 1979: Héctor Rossi, locutor y presentador de televisión argentino.
- 1980: Juan Carlos Ferrero, tenista español.
- 1980: Christina Ricci, actriz estadounidense.
- 1980: Sarah Lancaster, actriz estadounidense.
- 1981: Raúl Entrerríos, jugador español de balonmano.
- 1981: Miguel Ángel Corona, futbolista español.
- 1981: Alejandro Arcos, político mexicano (f. 2024).
- 1982: Hiromi Kamata, directora mexicana-japonesa.
- 1982: Markus Feulner, futbolista alemán.
- 1983: Iko Uwais, artista marcial indonesio.
- 1984: Caterine Ibargüen, deportista y política colombiana.
- 1984: Peter Vanderkaay, nadador estadounidense.
- 1984: Alo Bärengrub, futbolista estonio.
- 1985: Saskia Burmeister, actriz australiana.
- 1987: Argenis Díaz, beisbolista venezolano.
- 1987: Asami Tano, seiyū y actriz japonesa.
- 1987: Shotaro Ihata, futbolista japonés.
- 1988: Mike Posner, músico estadounidense.
- 1988: Nicolás Otamendi, futbolista argentino.
- 1988: Nana Eikura, actriz y modelo japonesa.
- 1989: Ron-Robert Zieler, futbolista alemán.
- 1991: Tanaya Beatty, actriz canadiense.
- 1991: Verónica Riquelme, futbolista chilena.
- 1991: Patrick Herrmann, futbolista alemán.
- 1991: Manuel Gulde, futbolista alemán.
- 1992: Ezgjan Alioski, futbolista macedonio.
- 1992: Stefan Ristovski, futbolista macedonio.
- 1992: Darko Brašanac, futbolista serbio.
- 1992: Tornike Okriashvili, futbolista georgiano.
- 1992: Nadir Çiftçi, futbolista turco.
- 1992: Edgar Badia, futbolista español.
- 1993: Jennifer Stone, actriz estadounidense.
- 1993: Rafinha Alcántara, futbolista brasileño.
- 1993: Paolo Faragò, futbolista italiano.
- 1993: Chuty, rapero español.
- 1993: Piqueti, futbolista bisauguineano.
- 1995: Daniela Aedo, actriz mexicana.
- 1995: Rina Kawaei, cantante y actriz japonesa.
- 1996: Michelle Benítez, futbolista mexicano.
- 1996: Alberth Elis, futbolista hondureño.
- 1996: João Gabriel Ramos de Souza, futbolista brasileño.
- 1997: Anna De Ville, actriz pornográfica estadounidense.
- 1997: Fabio González, futbolista español.
- 1997: Clayton Lewis, futbolista neozelandés.
- 1997: Hina Kino, seiyū japonesa.
- 1997: Johanna Rytting Kaneryd, futbolista sueca.
- 1998: Maciej Bąbel, futbolista polaco.
- 1998: Julio Gracia, futbolista español.
- 1998: Julian Chabot, futbolista alemán.
- 1998: River Radamus, esquiador alpino estadounidense.
- 1999: David Henríquez Mandiola, futbolista chileno.
- 1999: Jaylen Hands, baloncestista estadounidense.
- 1999: Alina Shukh, atleta ucraniana.
- 1999: Jérémy Blasco, futbolista francés.
- 2000: María Becerra, cantante argentina.
- 2000: Kim Ji-min, actriz surcoreana.
- 2000: Brandon Obregón, futbolista colombiano.
- 2000: Catarina Lourenço, atleta portuguesa.
- 2000: Kennedy Simon, atleta estadounidense.
- 2001: Carlo Adriano, futbolista español.Khvicha Kvaratskhelia

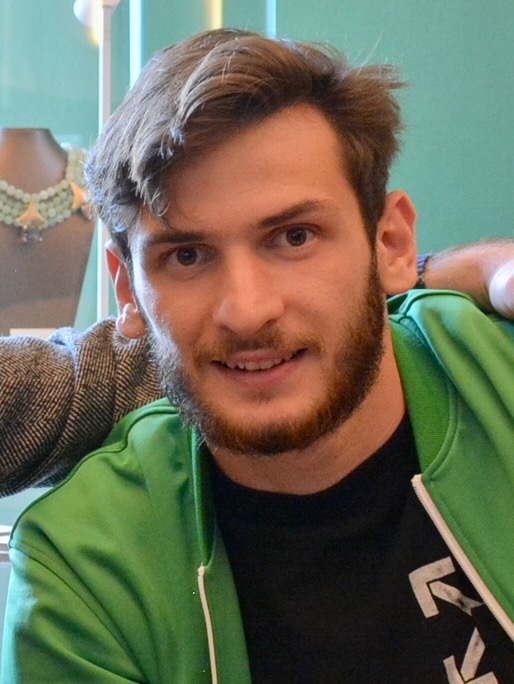
Khvicha Kvaratskhelia

- 2001: Khvicha Kvaratskhelia, futbolista georgiano.
- 2002: Mohammed Ihattaren, futbolista neerlandés.
- 2002: Márton Dárdai, futbolista alemán.
- 2003: João Tomé, futbolista portugués.
- 2004: Adam Hrdina, futbolista eslovaco.
- 2007: Elio Rufener, futbolista suizo.

## Fallecimientos
- 821: Benito de Aniane, monje francés (n. 747).
- 1483: Francisco I de Foix, rey de Navarra entre 1479 y 1483 (n. 1469).
- 1517: Catalina I de Navarra, reina de Navarra (n. 1468).
- 1538: Albrecht Altdorfer, pintor alemán.
- 1554: Lady Jane Grey, sucesora al trono inglés (n. 1537).
- 1590: François Hotman, abogado y escritor francés (n. 1524).
- 1612: Christopher Clavius, jesuita alemán (n. 1539).
- 1689: María Luisa de Orleans, reina consorte de España entre 1679 y 1689 (n. 1662).
- 1763: Pierre de Marivaux, dramaturgo francés (n. 1668).
- 1771: Adolfo Federico, rey sueco (n. 1710).
- 1779: Jacobo Sedelmayer, misionero jesuita y explorador de la Nueva España (n. 1703).
- 1789: Ethan Allen, militar estadounidense (n. 1738).
- 1799: Lazzaro Spallanzani, biólogo italiano (n. 1729).
- 1804: Immanuel Kant, filósofo alemán (n. 1724).
- 1819: Francisco Javier Balmis, médico español (n. 1753).

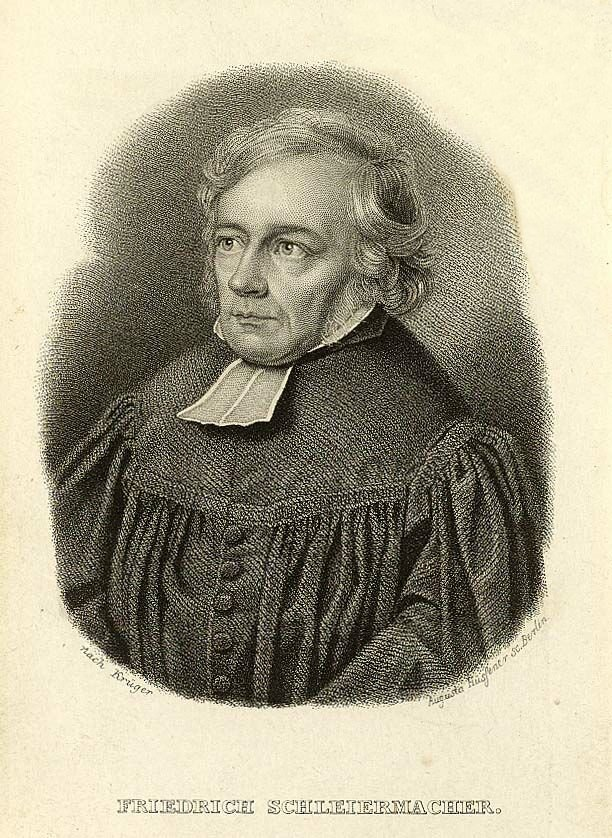
Friedrich Schleiermacher

- 1834: Friedrich Schleiermacher, teólogo, filólogo y filósofo alemán (n. 1768).
- 1889: Manuel Villacampa del Castillo, militar español (n. 1827).
- 1894: Hans von Bülow, pianista y compositor alemán (n. 1830).
- 1896: Ambroise Thomas, compositor de óperas francés (n. 1811).
- 1897: Jesús Jiménez Zamora, político costarricense, presidente de Costa Rica entre 1863-1866 y 1868-1870 (n. 1823).
- 1905: Edward Dannreuther, pianista y musicólogo alemán (n. 1844).
- 1907: Muriel Robb, tenista británica (n. 1878).
- 1915: Émile Waldteufel, compositor francés (n. 1837).
- 1916: Richard Dedekind, matemático alemán (n. 1831).
- 1929: Lillie Langtry, actriz y cantante británica (n. 1853).
- 1933: Henri Duparc, compositor francés (n. 1848).
- 1935: Auguste Escoffier, chef francés (n. 1846).
- 1937: Christopher Caudwell, escritor y político británico (n. 1907).
- 1939: Carl Herlitz, empresario alemán (n. 1867).
- 1939: S. P. L. Sørensen, químico danés (n. 1868).
- 1945: (posiblemente) Margot Frank, hermana mayor de Ana Frank (n. 1926).
- 1945: Walraven van Hall, banquero y miembro de la resistencia neerlandesa (n. 1906).
- 1947: Kurt Lewin, psicólogo polaco (n. 1890).
- 1954: Dziga Vertov, director de cine ruso (n. 1896).
- 1959: George Antheil, músico estadounidense (n. 1900).
- 1960: Jean-Michel Atlan, pintor francés (n. 1913).
- 1962: Indalecio Prieto, periodista y político español (n. 1883).
- 1963: Martín Ramírez, pintor mexicano (n. 1895).
- 1967: Jesús Delgado Álvarez, religioso y escritor agustino español (n. 1872).
- 1976: Sal Mineo, actor estadounidense (n. 1939).
- 1979: Jean Renoir, director de cine francés (n. 1894).
- 1981: Tomás García Figueras, militar y escritor español (n. 1892).
- 1983: Isabel de Orleans, noble francesa (n. 1900).
- 1984: Anna Anderson, aspirante al trono de Rusia (n. 1896).
- 1984: Julio Cortázar, escritor argentino (n. 1914).
- 1984: Carlos González Bueno, médico español (n. 1898).
- 1985: Nicholas Colasanto, actor estadounidense (n. 1924).
- 1987: Dennis Poore, piloto de automovilismo británico (n. 1916).
- 1989: Thomas Bernhard, escritor austríaco (n. 1931).
- 1994: Rafael Durán, actor español (n. 1911).
- 1996: Rosamel Araya, cantante chileno (n. 1936).
- 2000: Tom Landry, entrenador estadounidense de fútbol americano (n. 1924).
- 2000: Charles M. Schulz, dibujante de cómic estadounidense (n. 1922).
- 2000: Screamin' Jay Hawkins, músico estadounidense (n. 1929).
- 2000: Juan Carlos Thorry, actor argentino (n. 1908).
- 2003: Emilio Romero, escritor y periodista español (n. 1917).
- 2005: Rafael Vidal, nadador venezolano (n. 1964).
- 2006: Juan Sánchez-Navarro, empresario mexicano (n. 1913).
- 2007: Peggy Gilbert, saxofonista estadounidense de jazz (n. 1905).
- 2010: Nodar Kumaritashvili, luger georgiano (n. 1988).
- 2011: Kenneth Mars, actor estadounidense (n. 1935).
- 2011: Peter Alexander, actor, cantante, presentador y showman austriaco (n. 1926).
- 2012: David Kelly, actor irlandés (n. 1929).
- 2016: Juan Carlos Godoy, cantor de tangos argentino (n. 1922)
- 2017: Al Jarreau, cantante de jazz estadounidense (n. 1940).
- 2019: Gordon Banks, futbolista británico (n. 1937).
- 2020: Rajendra K. Pachauri, académico e ingeniero indio, premio nobel de la paz en 2007 (n. 1940).
- 2022: Hugo Torres Jiménez, militar, político y poeta nicaragüense (n. 1948).
- 2022: Ivan Reitman, director, productor, guionista y cineasta canadiense (n. 1946).
- 2024: Gustavo Adolfo Ferrer, locutor mexicano, primer locutor y copresentador del programa En Familia con Chabelo (n. 1944).

## Celebraciones
- Día Internacional para la Prevención del Extremismo Violento cuando Conduzca al Terrorismo.
Una efeméride proclamada por la Organización de las Naciones Unidas (ONU) con la finalidad de concientizar a la población mundial acerca de este flagelo de la sociedad.

- Día Mundial contra el Uso de Niños Soldados.

- Día de Darwin.[3]
Para promocionar la Ciencia. Se celebra el natalicio del naturalista británico Charles Darwin (1809), autor de El origen de las especies, con el objetivo de promover la investigación científica y resaltar su contribución al progreso de la humanidad.

 Compartidas
(Por orden alfabético)
- Argentina y  Chile: 
  - Aniversario de la Batalla de Chacabuco.[4](hace 208 años). El Ejército de los Andes, comandado por el general José de San Martín derrota a las tropas españolas en la batalla de Chacabuco, en la hacienda del mismo nombre situada a 55 kilómetros al norte de Santiago de Chile. La victoria de las tropas de San Martín desembocó en la Independencia de Chile de la corona española.

 Por países
(Por orden alfabético)
- Birmania: 
  - Unión de Myanmar.

- Chile: 
  - Aniversario de Santiago de Chile.
Fundación: 12 de febrero de 1541 (484 años) por Pedro de Valdivia.

- Corea del Norte: 
  - Sollal.

- Ecuador: 
  - Día del Oriente Ecuatoriano.

- Estados Unidos:
  - Cumpleaños de Abraham Lincoln.
  - Día de Georgia.

- Mauricio: 
  - Festival de Primavera.

- México: 
  - Día del Nadador.

- Mongolia: 
  - Tsagaan Sar.

- Nepal: 
  - Shiva Ratri (‘la noche de Shiva’, en honor al dios Shiva).

- Perú: 
  - Día de la Amazonía Peruana.[5]
Instituido por la Ley 32253 para destacar la importancia de esta región en la biodiversidad, la cultura y la economía del país. La Amazonia ocupa el 60% del territorio nacional y es clave para la regulación del clima global.
  - Día del Historiador Peruano.
En homenaje al nacimiento de Jorge Basadre Grohmann.

- Sudán del Sur: 
  - Isra y Merag.

- Venezuela: 
  - Día de la Juventud.

- Vietnam: 
  - Tet Nguyen.

### Santoral católico
- San Antonio Cauleas.
- San Benito de Aniano.[6]

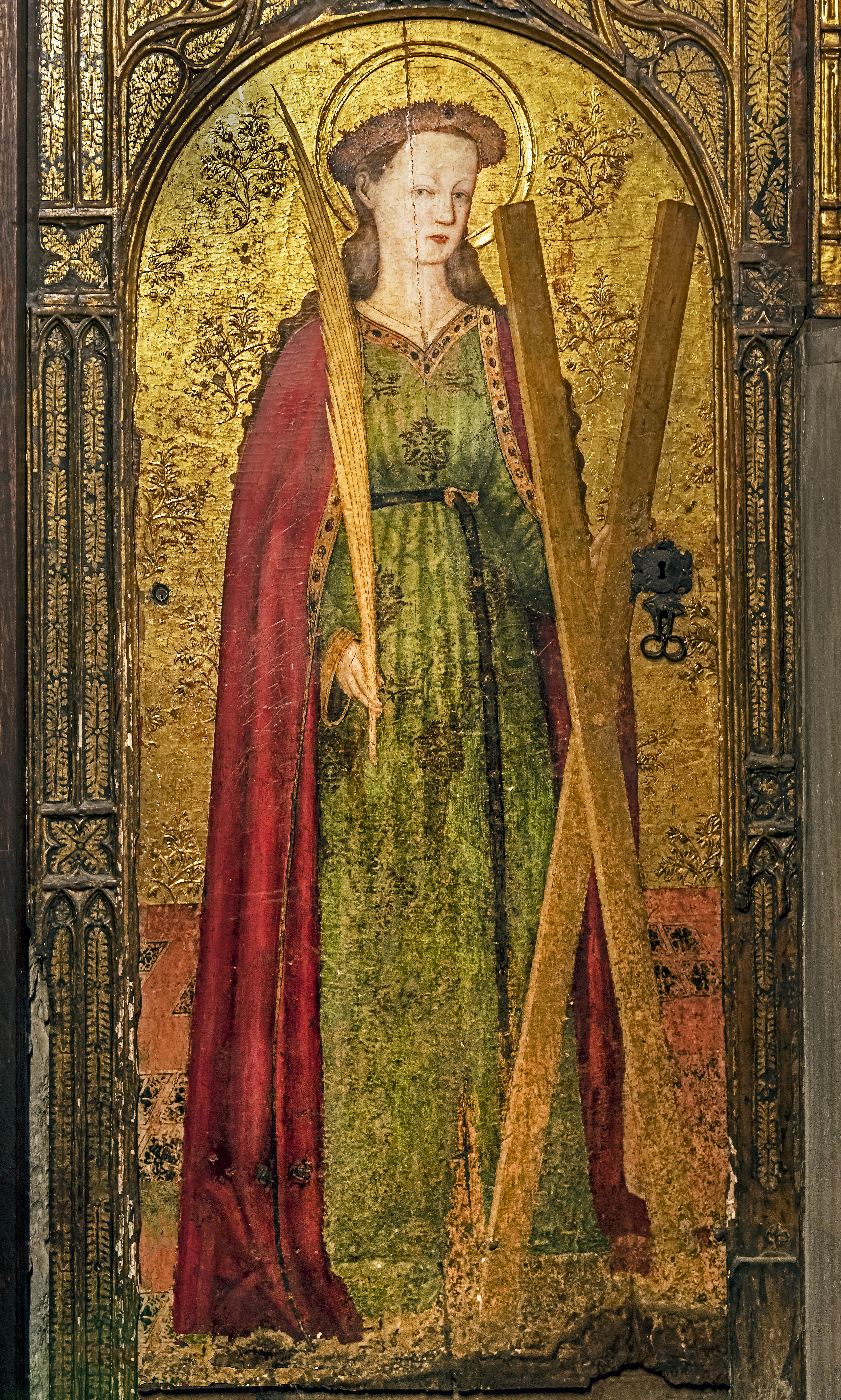
Santa Eulalia.

- Santa Eulalia de Barcelona.[6](imagen ilustrativa).
- San Ludano.[6]
- San Melecio de Antioquía.[6]
- San Saturnino de Cartago y compañeros mártires de Abitinia.[6]
- Santa Humbelina, hermana de san Bernardo.[6]